# سفارة البحرين لدى فرنسا
سفارة البحرين لدى فرنسا هي البعثة الدبلوماسية لمملكة البحرين لدى جمهورية فرنسا، وتقع بالعاصمة باريس.